# Пјано д'Ачо (Терамо)
Пјано д'Ачо (итал. Piano d'Accio) је насеље у Италији у округу Терамо, региону Абруцо.
Према процени из 2011. у насељу је живело 594 становника. Насеље се налази на надморској висини од 191 м.